# Incendie de la forêt des Landes de 1949
Du 19 au 25 août 1949, le massif forestier des Landes de Gascogne est victime d'un grand feu de forêt qui ravage 52 000 hectares de forêt, et entraîne la mort de 82 personnes,. Les communes touchées sont Cestas, Saucats, Marcheprime, Mios et La Brède en Gironde.

## État de la forêt en 1949
À la fin de la Seconde Guerre mondiale, le massif forestier est en piteux état : non entretenus, les coupe-feu sont embroussaillés et inaccessibles. Les moyens de lutte contre le feu sont, en outre, peu efficaces à cette époque. Après trois étés caniculaires, la région souffre de sécheresse et sa forêt de pins, particulièrement inflammable, a déjà perdu 100 000 ha au 18 août.

## Déroulement de la tragédie

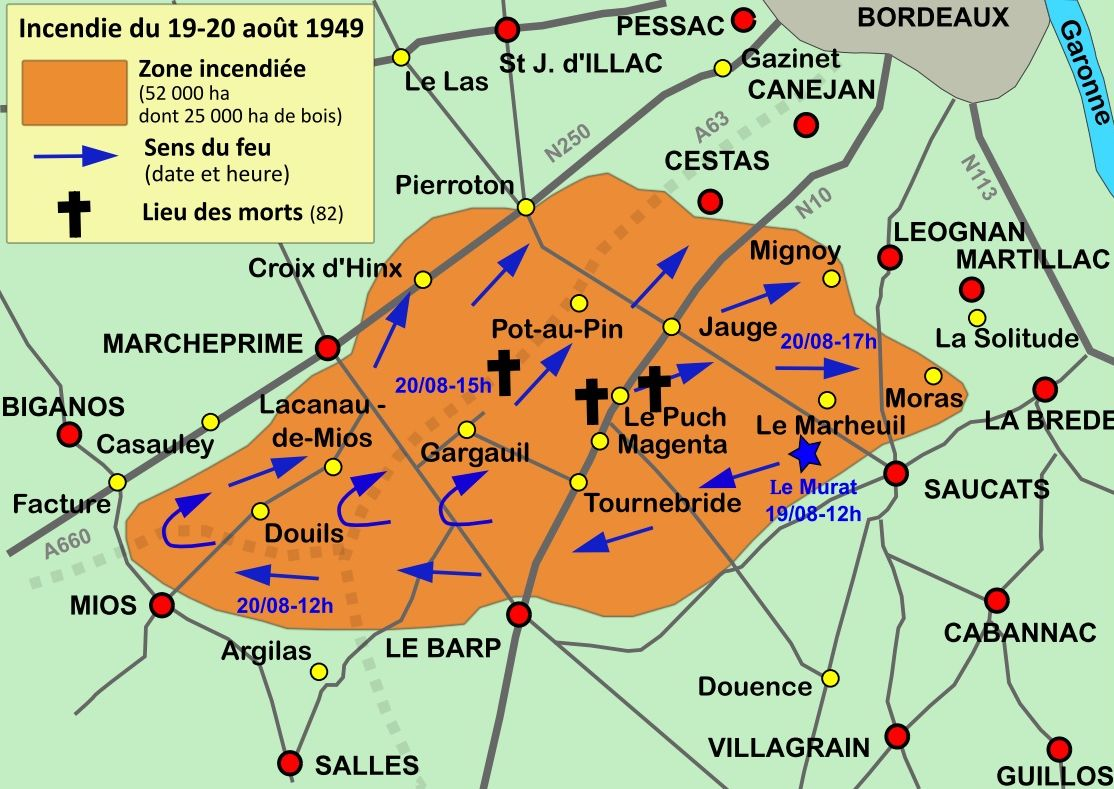
Carte schématique du déroulement de l'incendie.

Le 19 août, vers 13 heures, le feu prend au lieu-dit Le Murat, dans la commune de Saucats. L'enquête conclut qu'il serait parti de la cabane de la scierie Pioton, où un gardien fumait sur son lit.
Les premiers sauveteurs, armés de branches de pin, ne peuvent lutter contre la propagation du feu qui s'étend rapidement dans les pins, les landes et les chaumes.
Un premier contre-feu est allumé au lieu-dit la Lagune du Merle, mais en vain, le feu passe.
Le vent violent souffle du nord-est et le feu se dirige rapidement vers la commune du Barp. Son front s'étale alors sur une longueur de 5 km. Toute la nuit, des mesures sont prises pour contrer l'avancée du feu. Trois autres contre-feux échouent. Le vent tourne et le feu se dirige à l’ouest, il parcourt alors 4 kilomètres par heure. Il menace les villages de Salles et de Mios (le 20 août vers 10 heures, le feu n’est qu’à 600 m de Mios).
D’importants contre-feux sont mis en œuvre dans la matinée du 20, et l’on croit alors à une accalmie. Mais, à 15 h 15, le vent tourne brusquement et prend une direction nord-est. Les flammes, attisées par un vent puissant, raniment l’incendie partout où il semblait éteint. Les flammes bondissent de 200 mètres, comme lancées par des engins de guerre. On estime que l'incendie a parcouru 6 000 hectares en 20 minutes. Une véritable tempête de feu s’abat sur la zone et ses occupants, tuant 82 sauveteurs présents sur le front nord.
« On voyait les flammes courir tout au long de leurs corps étendus ; la graisse gonflait et les flammes gouttaient au bout de leurs souliers, de leurs bottes ou de leurs sabots carbonisés… » raconte un des sept survivants de la tragédie.
À 17 heures, la région est plongée dans l’obscurité. Une pluie de feuilles et d'aiguilles carbonisées, de morceaux d'écorce calcinée et de cendres recouvre Bordeaux. Le nuage de fumée est visible à plus de 100 km à la ronde.
À 22 heures, le vent s’étant calmé, la situation s’améliore. Ne restent que deux fronts inquiétants vers Léognan et Pierroton, mais ceux-ci demeurent maîtrisables.

## Bilan

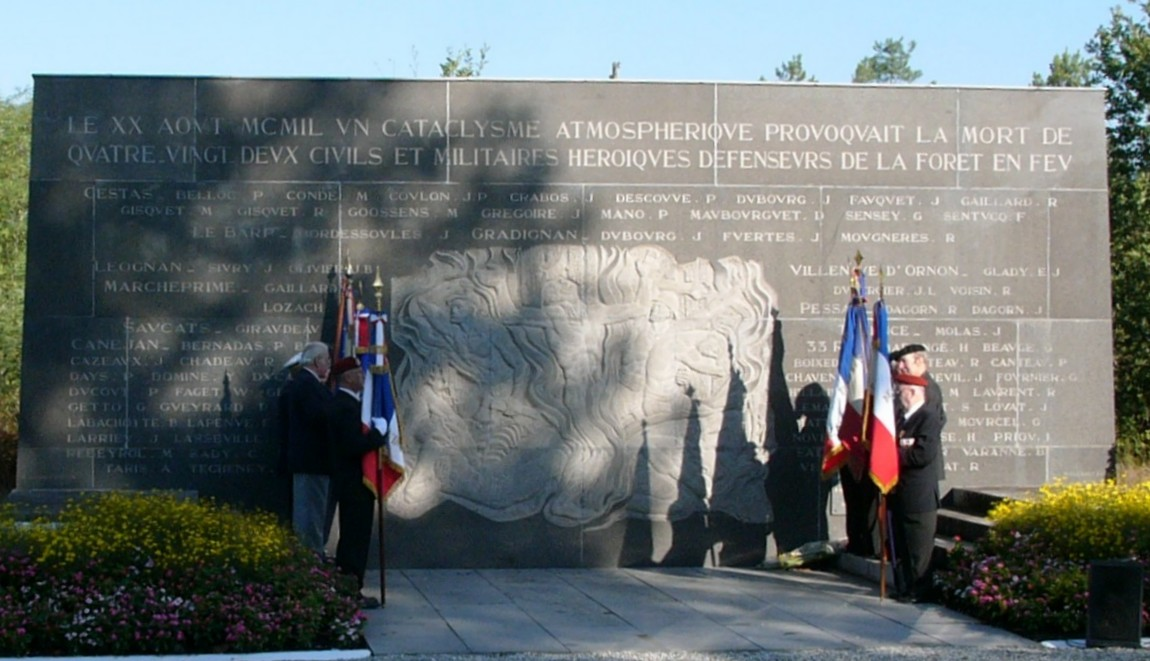
Monument à Cestas lors d'une cérémonie du souvenir.

Le feu de forêt de 1949 est l'incendie le plus meurtrier qu'ait connu la France. Il a fait 82 victimes (des fonctionnaires des Eaux et Forêts encadrant des pompiers, des bénévoles — dont le maire de Saucats, Roger Giraudeau — et 23 militaires du 33e régiment d'artillerie de Châtellerault). Au cours de l'année 1949, le massif landais totalise une dévastation par le feu de 131 300 hectares, chiffre record jamais dépassé. Lors des incendies de 2022, la surface ravagée du même massif atteint 32 000 hectares. Pour mémoire, le massif des Landes totalise environ 1,4 million d'hectares.
Le 24 août est déclaré journée de deuil national à la suite de la catastrophe.